# Itó Tojoo
Itó Tojoo, nemzetközileg ismert nevén Toyo Ito (伊東 豊雄, Itō Toyoo, Szöul, 1941. június 1. –) Pritzker-díjas japán építész, a világ egyik leginnovatívabb építészeként tartják számon, aki extrém tervezői stílusáról ismert.

## Élete
Itó Tojoo Szöülban született 1941-ben. Eredetileg baseballjátékos szeretett volna lenni, de nem vették fel, így építész szakra ment. 1965-ben végzett a Tókiói Egyetemen. Egy ideig Kikutake Kijonori cégénél dolgozott, aztán saját stúdiót nyitott 1971-ben Tokióban, Urban Robot (Urbot) néven. 1979-ben a cég nevét Toyo Ito & Associates, Architects-re változtatta.
Vendégprofesszorként tanított a Columbia Egyetemen (1991-92 és 1994-95), az amszterdami Berlage Intézetben (1992) és a Harvard Egyetemen (1994-95 és 1995-96).
Számos japán és nemzetközi építészeti díjat nyert el pályafutása során.

## Munkái

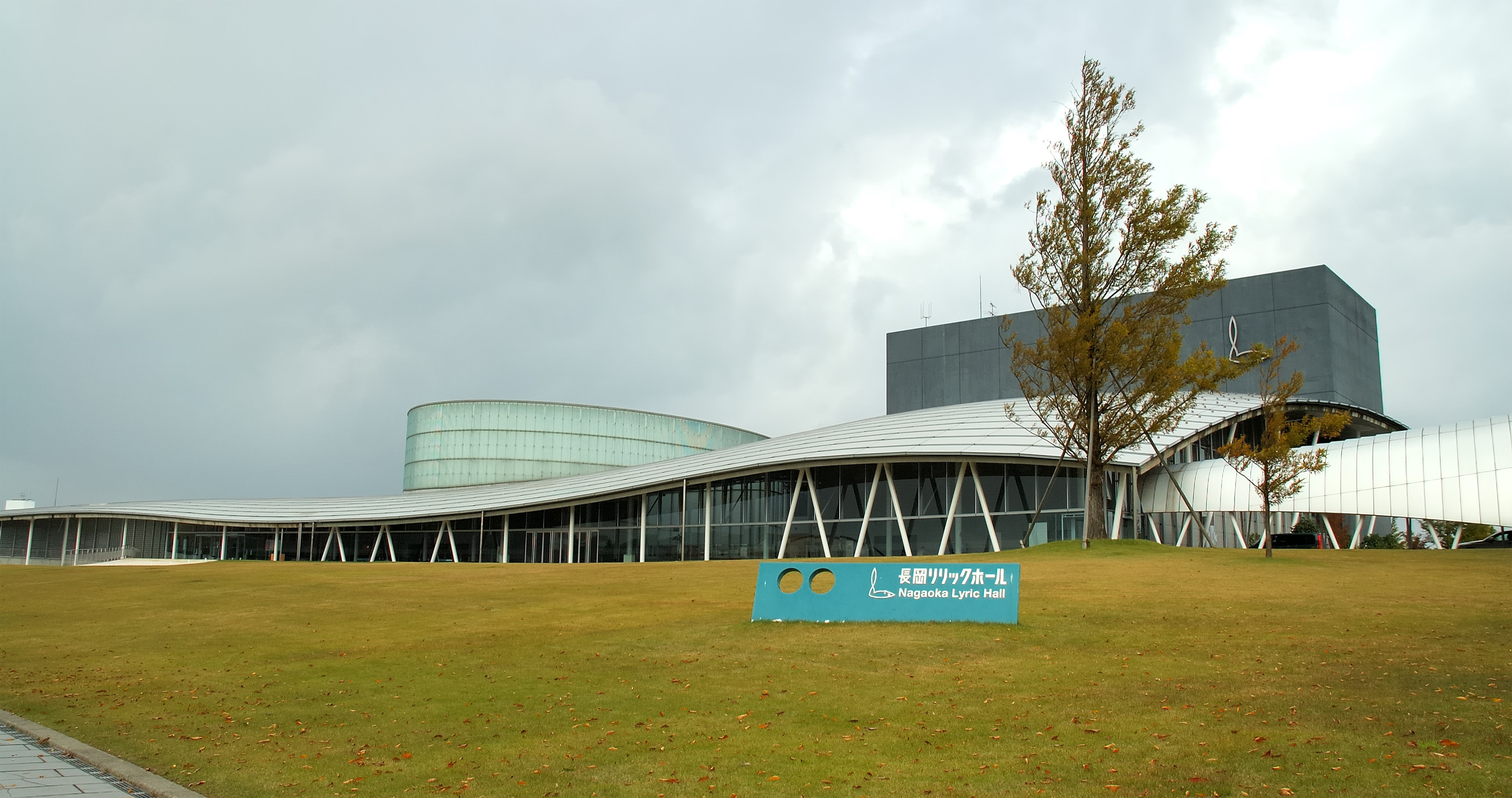
Nagaoka Lyric Hall (1994, Nagaoka)
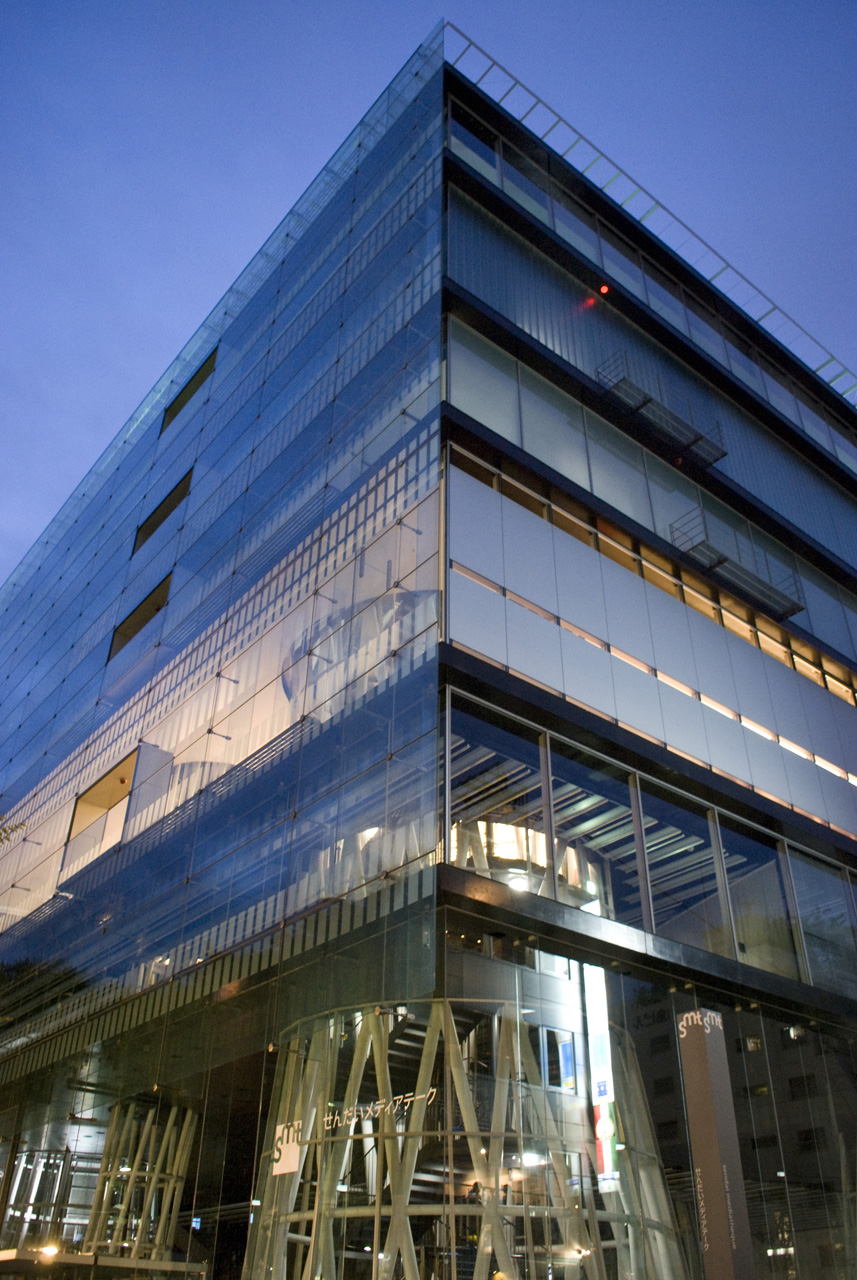
Sendai Mediatheque (2000, Szendai)
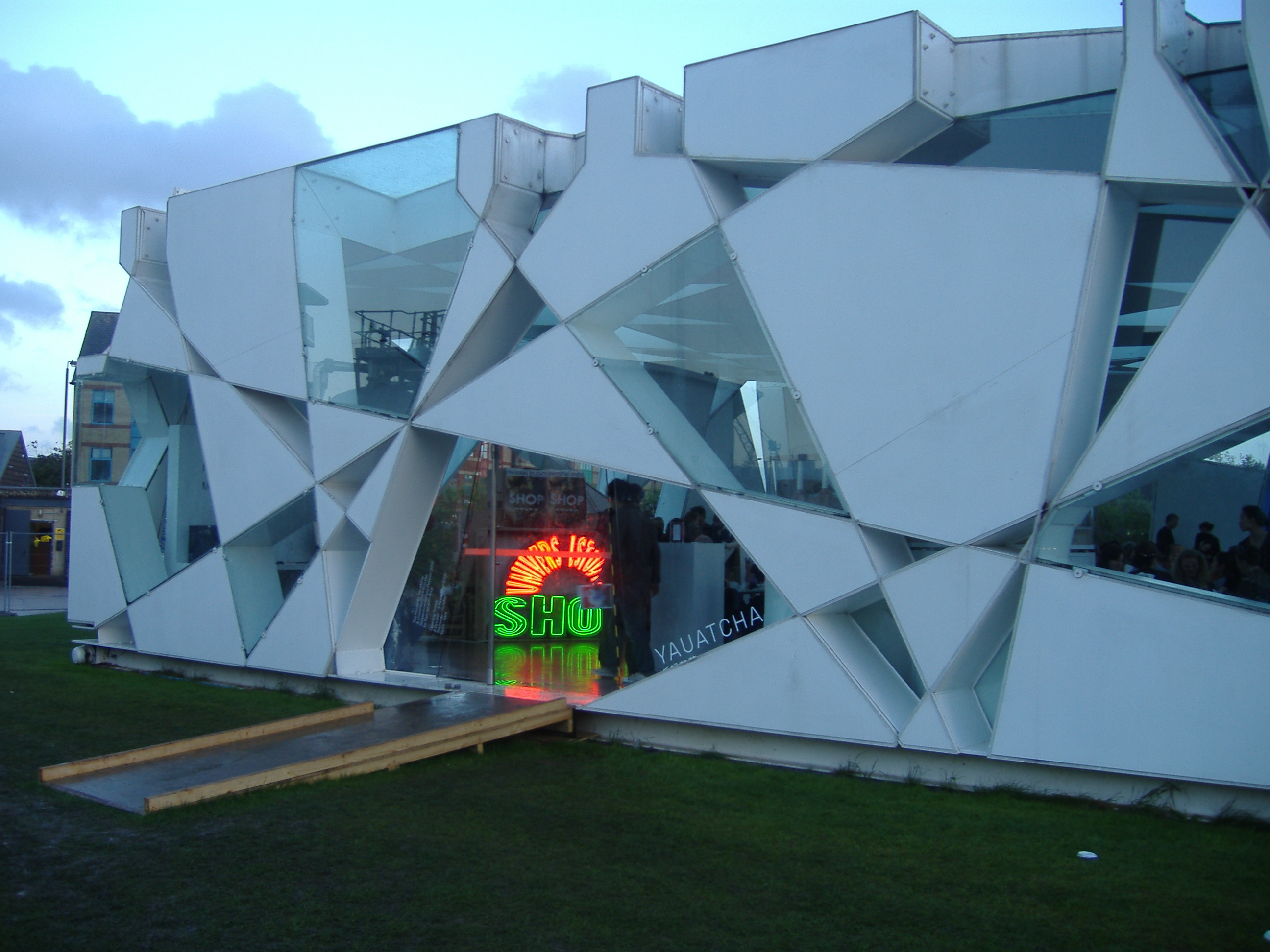
Serpentine Gallery (2002, London)
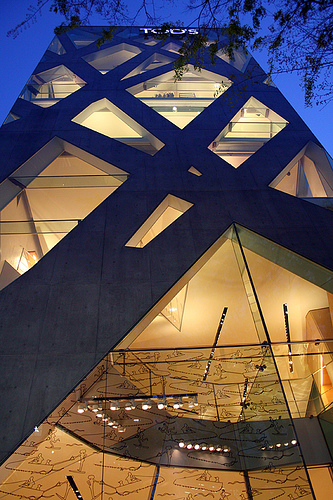
TOD's Omotesando Building (2004, Tokió)
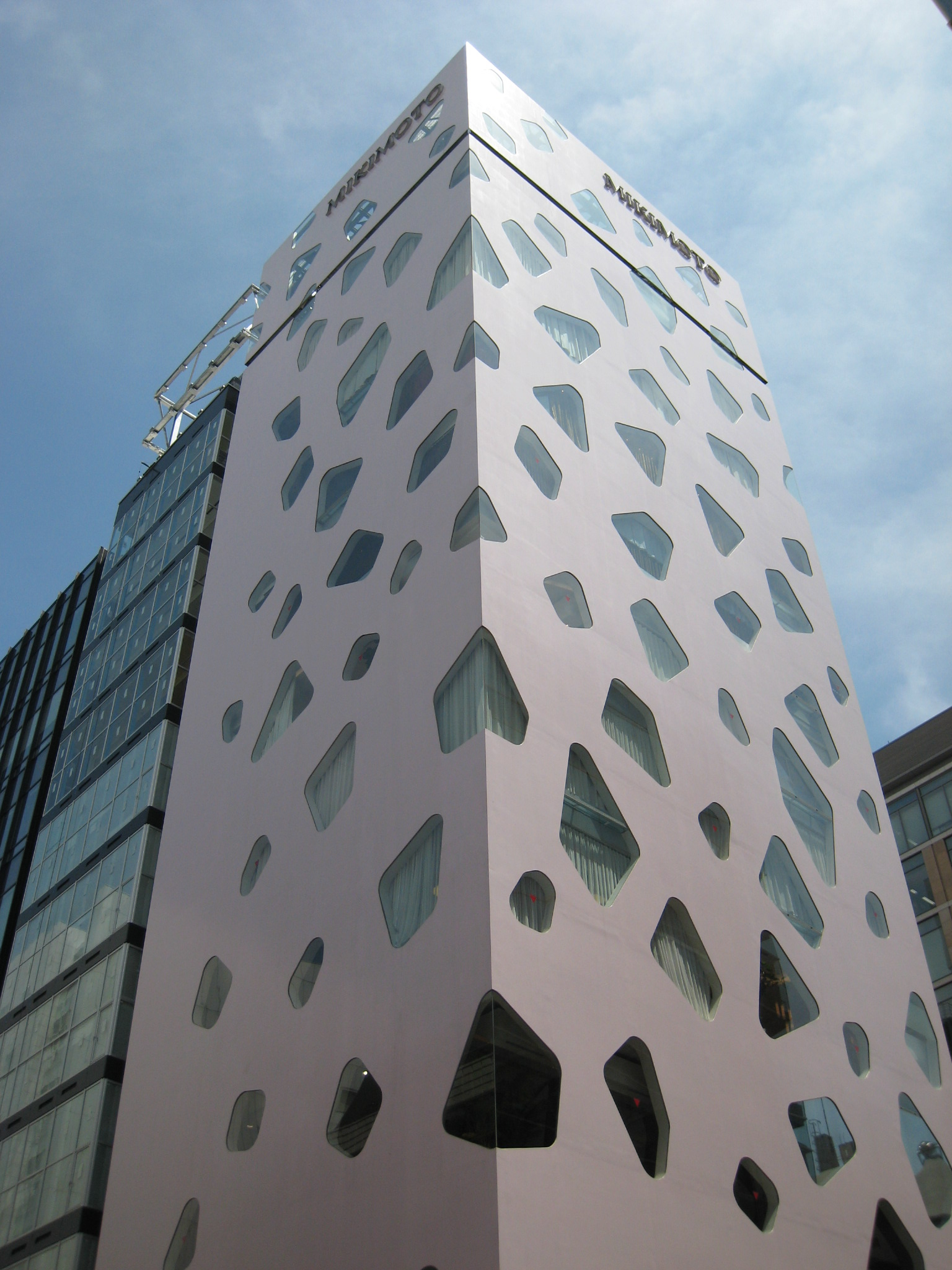
Mikimoto Ginza 2 (2005, Tokió)
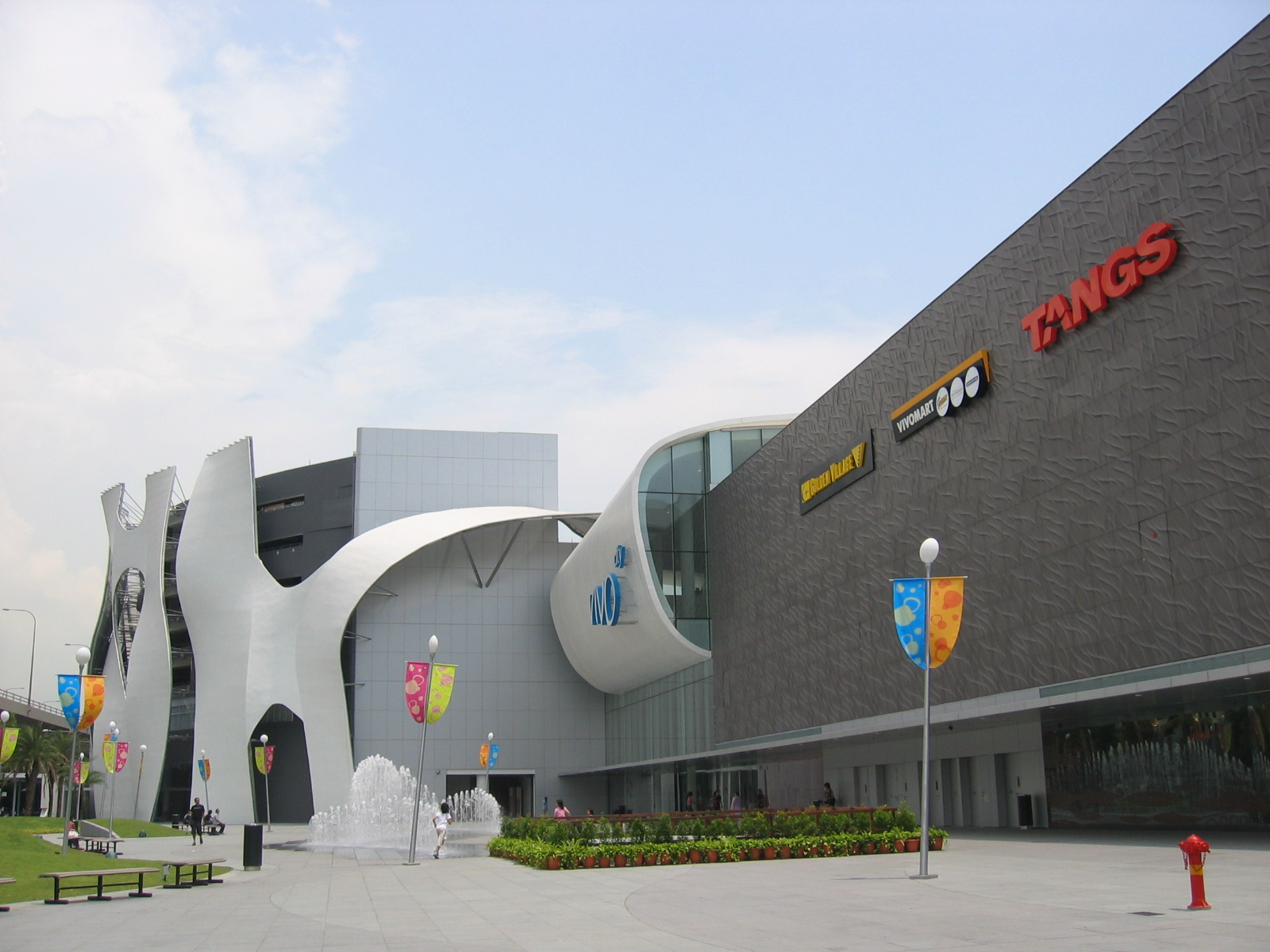
VivoCity (2006, Szingapúr)
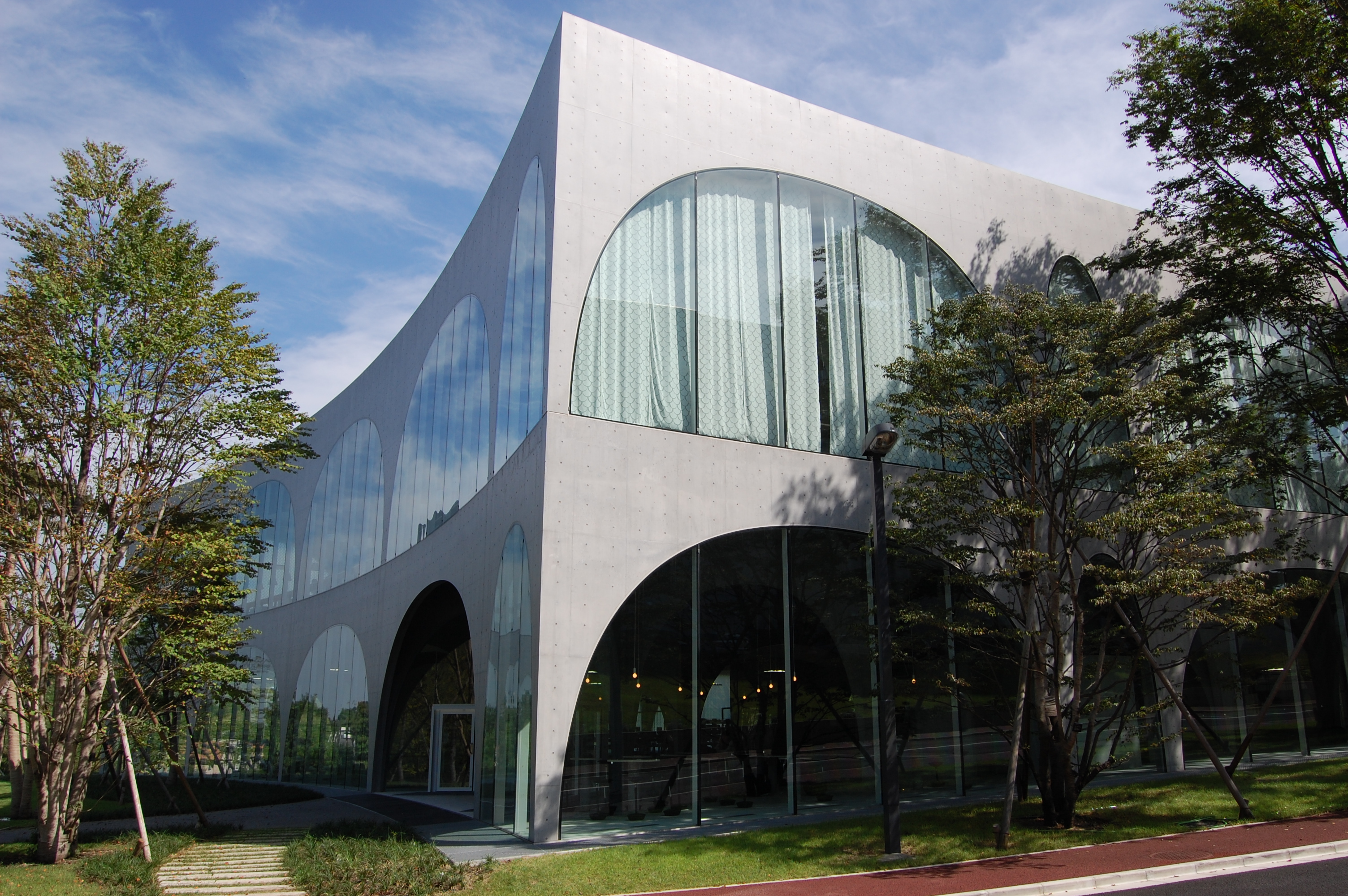
Tama Art University könyvtár (2007, Tokió)
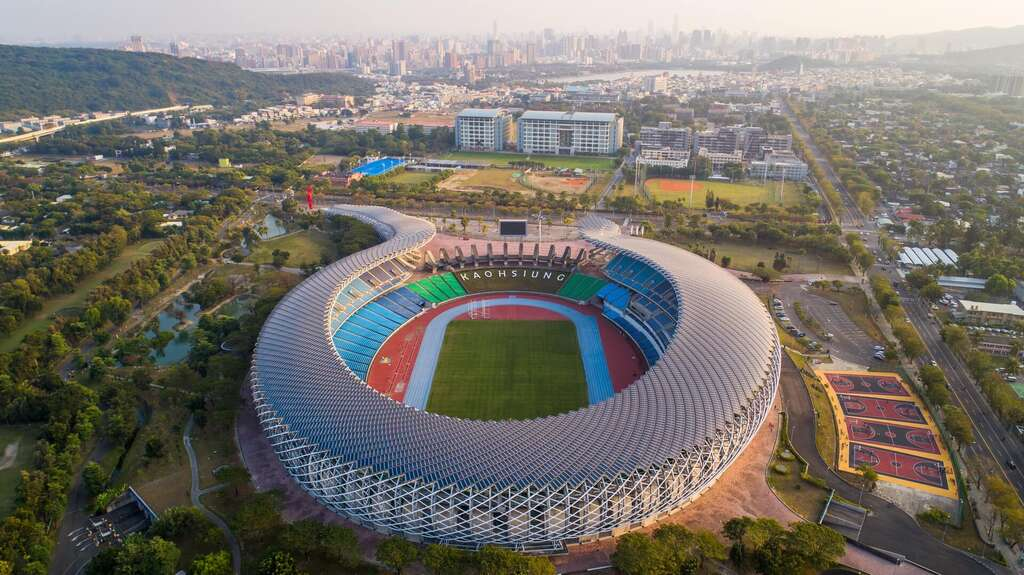
Kaohsziungi Nemzeti Stadion, Tajvan
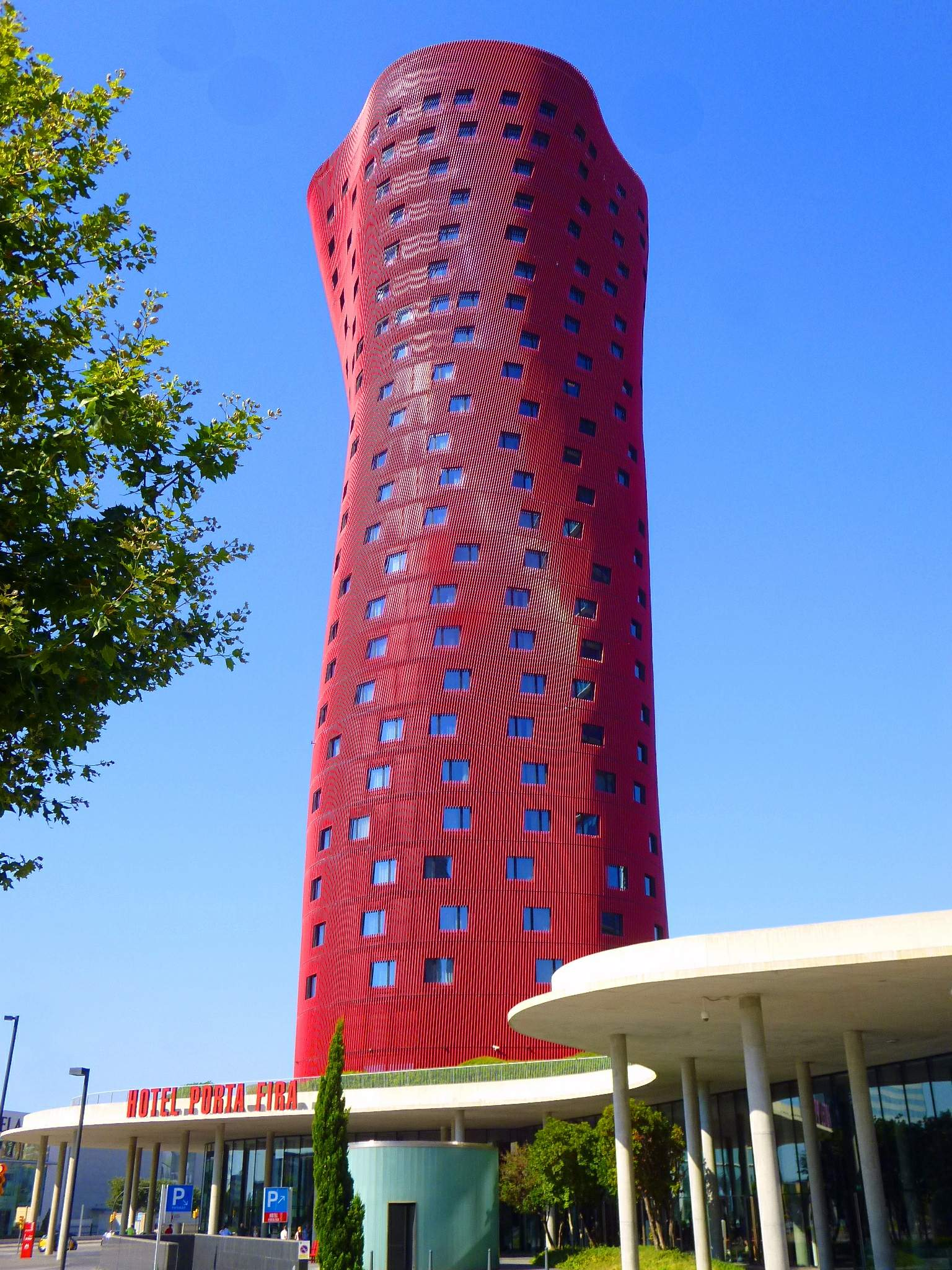
Porta Fira Szálloda (2010, L’Hospitalet de Llobregat)